# 尾市1号墳
尾市1号墳（おいちいちごうふん）または尾市古墳（おいちこふん）は、広島県福山市新市町常にある古墳。形状は八角墳。史跡指定はされていない。

## 概要
広島県東部、芦田川支流の神谷川に流れ込む芦浦川をさかのぼった、芦浦谷の最奥部の丘陵尾根先端部に築造された古墳である。1984年（昭和59年）・2002-2007年度（平成14-19年度）に発掘調査が実施されている。
墳形は八角形で、直径約10.5メートル、高さ1.95メートルを測る。墳丘周囲には外護列石と見られる石列が巡らされる。埋葬施設は横口式石槨で、南西方向に開口する。3方向に石槨を配置して平面が十字形を呈するという、全国でも類例のない構造の石槨になる。副葬品のほとんどは失われており、調査では若干の鉄器・須恵器のみが出土している。
築造時期は、古墳時代終末期の7世紀後半頃と推定される。横口式石槨古墳の多くは畿内に限られるが、備後地方は本古墳のほか猪ノ子古墳（福山市加茂町下加茂）・曽根田白塚古墳（福山市芦田町下有地）でも横口式石槨を採用する点で特異性を示しており、その中でも本古墳の場合には畿内にも類例の少ない八角墳である点・複室構造の横口式石槨を有する点で、畿内ヤマト王権との極めて強い結びつきを示唆するとして注目される古墳になる。

## 遺跡歴
- 1984年（昭和59年）、保存対策目的の発掘調査（新市町教育委員会、1985年に概要報告）。
- 2002-2007年度（平成14-19年度）、発掘調査（福山市教育委員会、2008年に報告）。

## 埋葬施設

石槨俯瞰図

石槨展開図

埋葬施設としては横口式石槨が構築されており、南西方向に開口する。3方向に石槨を配置して平面が十字形を呈するという全国唯一の構造になる。石槨の規模は次の通り。
- 石室全長：主軸6.68メートル、東西4.6メートル
- 中央槨：長さ1.61-1.68メートル、奥壁幅1.16メートル、高さ1.15メートル[2]
- 西槨：長さ1.71-1.75メートル、奥壁幅0.95メートル、高さ1.06メートル[2]
- 東槨：長さ1.71-1.79メートル、奥壁幅1.01メートル、高さ1.12メートル[2]
- 羨道：長さ4.06メートル

石槨は花崗岩の切石を組み合わせることにより、天井・奥壁・側壁・床面は基本的に各1枚で構築される。石槨内には全面に漆喰が塗布されており、石材の接合部には特に丁寧に施す。
3石槨のうち中央槨は幅広で短く、西槨・東槨は幅狭で長い構造になる。石槨部・羨道部の境では西槨・東槨の南側石端を弧状に面取りすることから、扉石が存在したと推測される。また羨道部敷石の外には、礼拝石とみられる敷石を据える。
横口式石槨は単葬が基本であり、3人の合葬を前提として築造された本古墳は異例のものとして評価される。

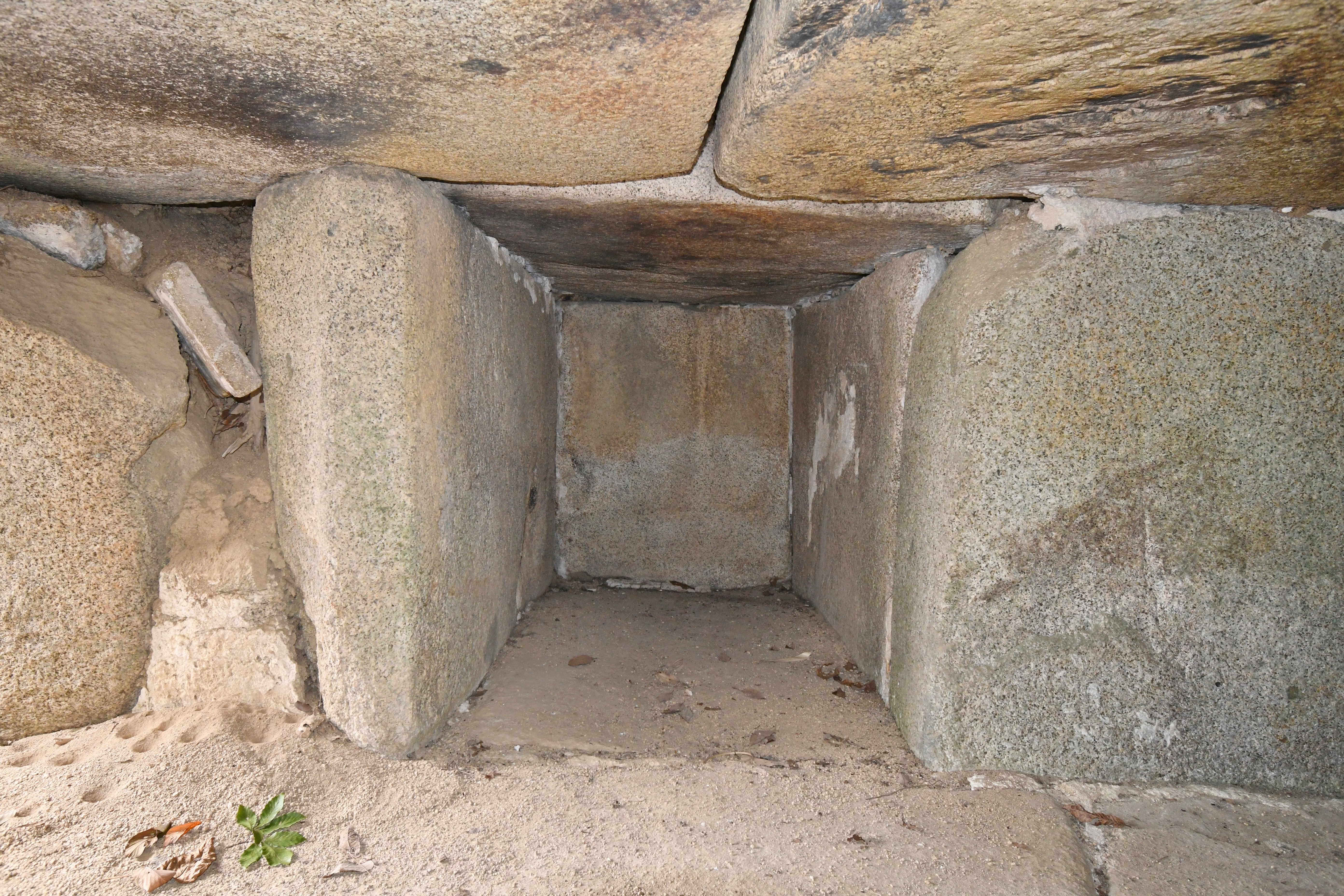
西槨
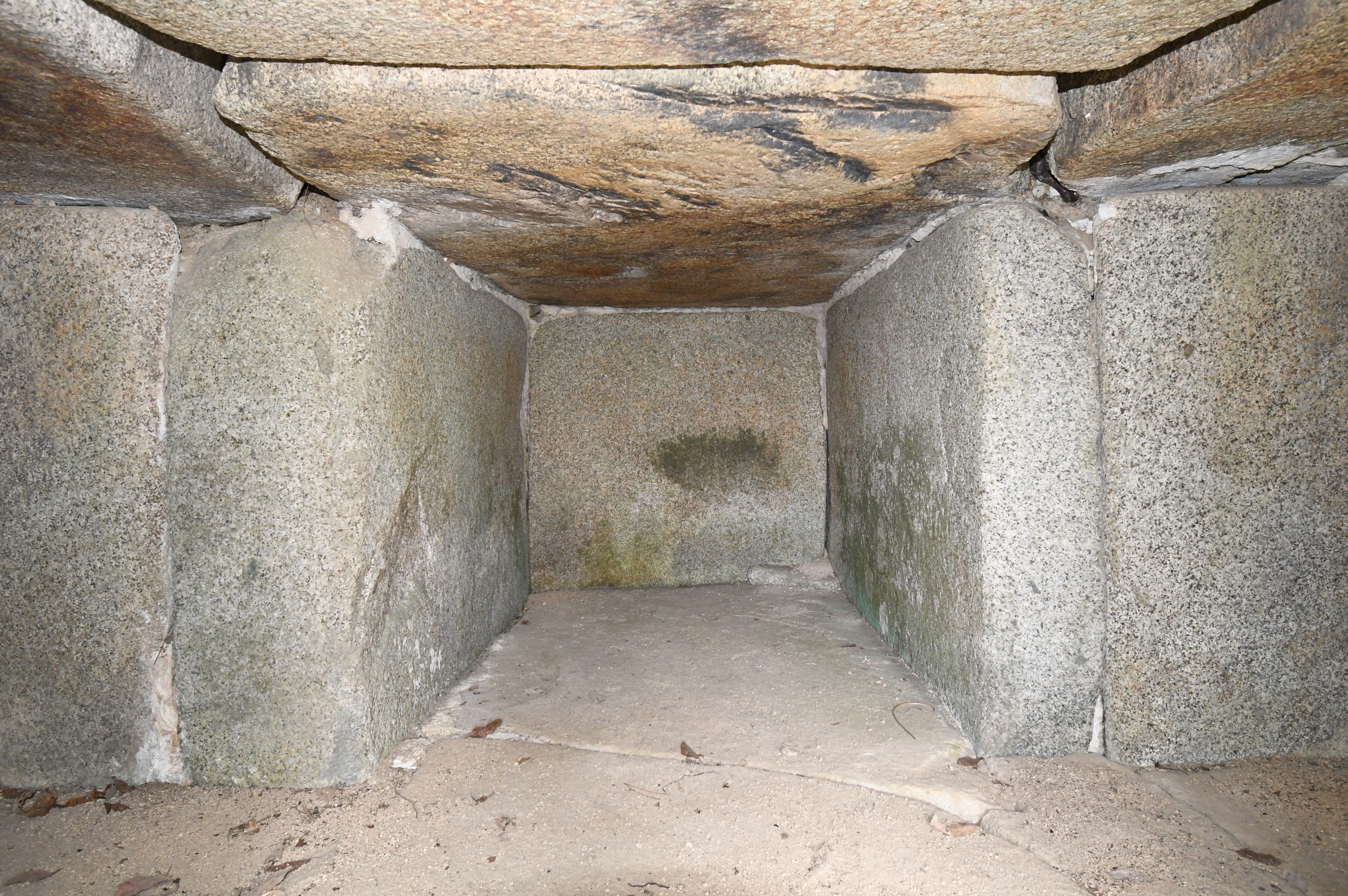
中央槨
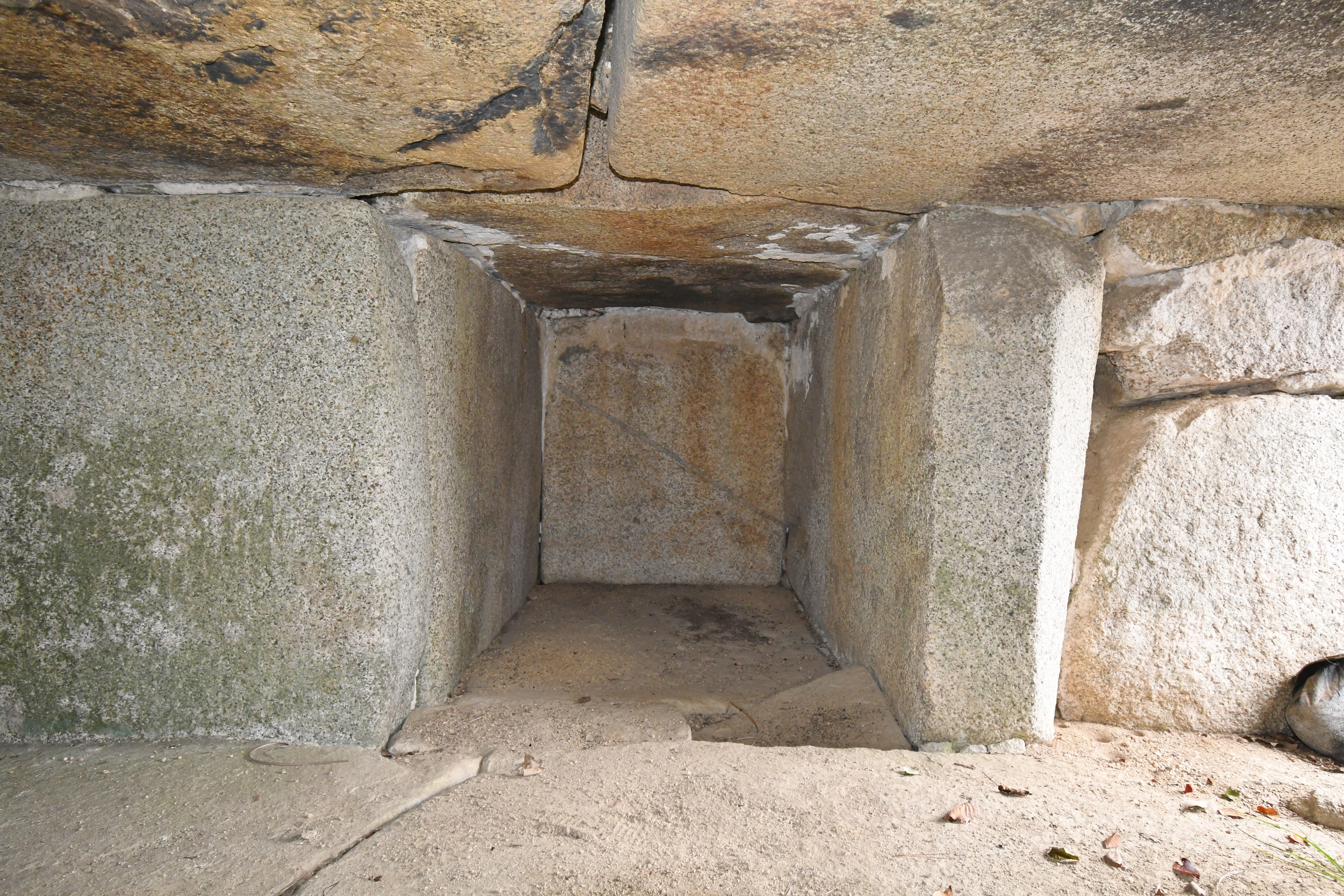
東槨
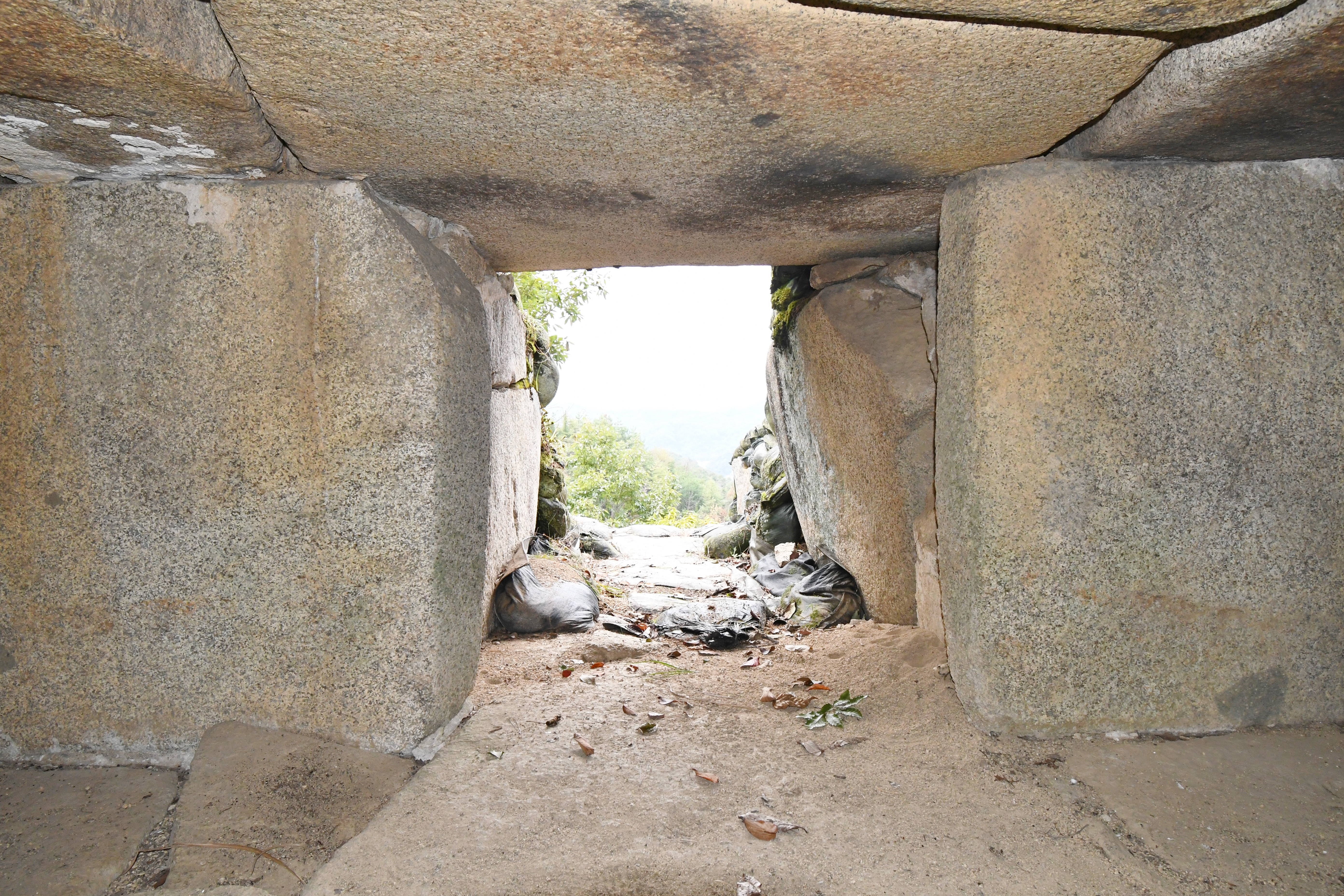
羨道（開口部方向）
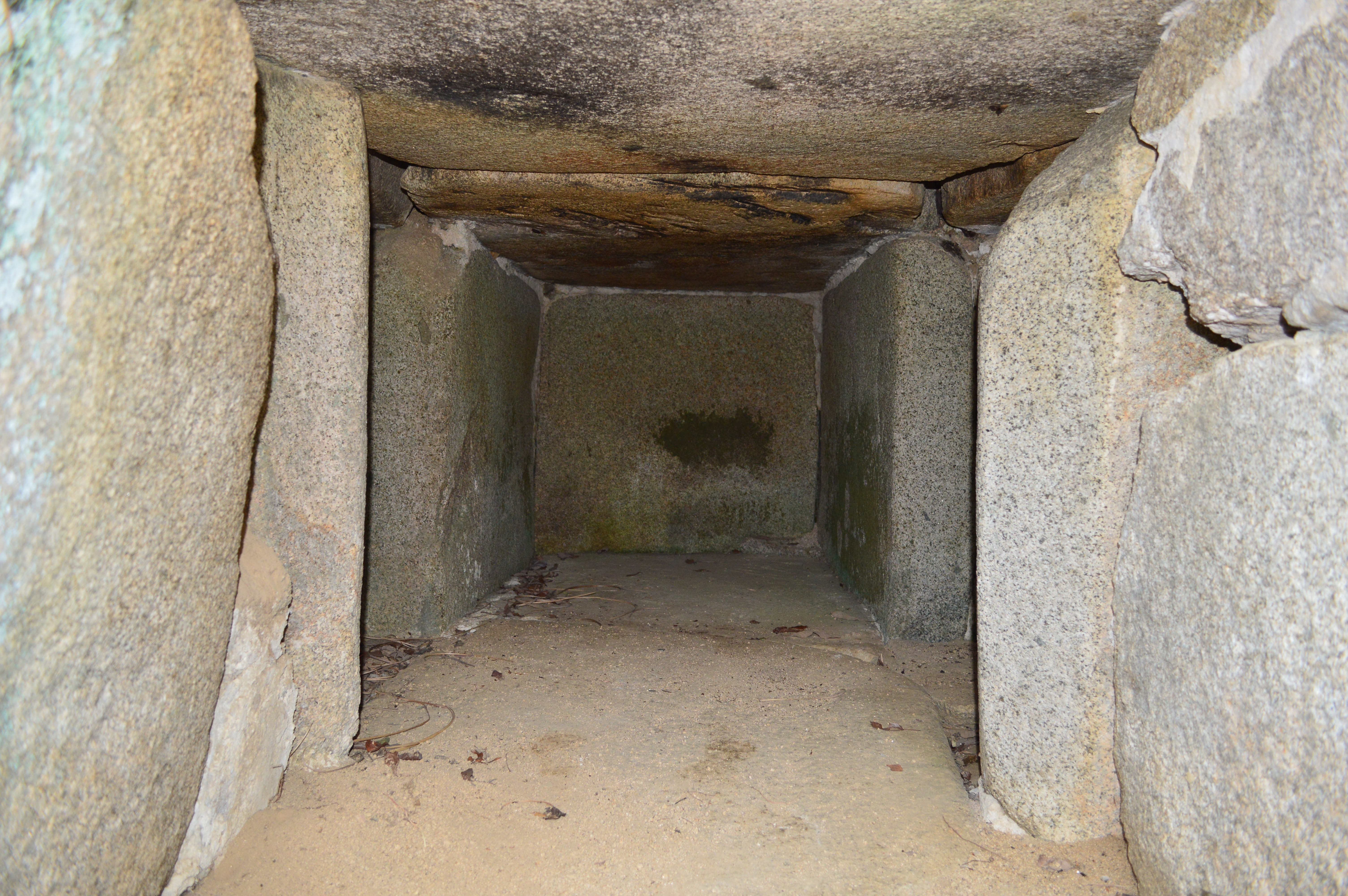
羨道（石槨部方向）
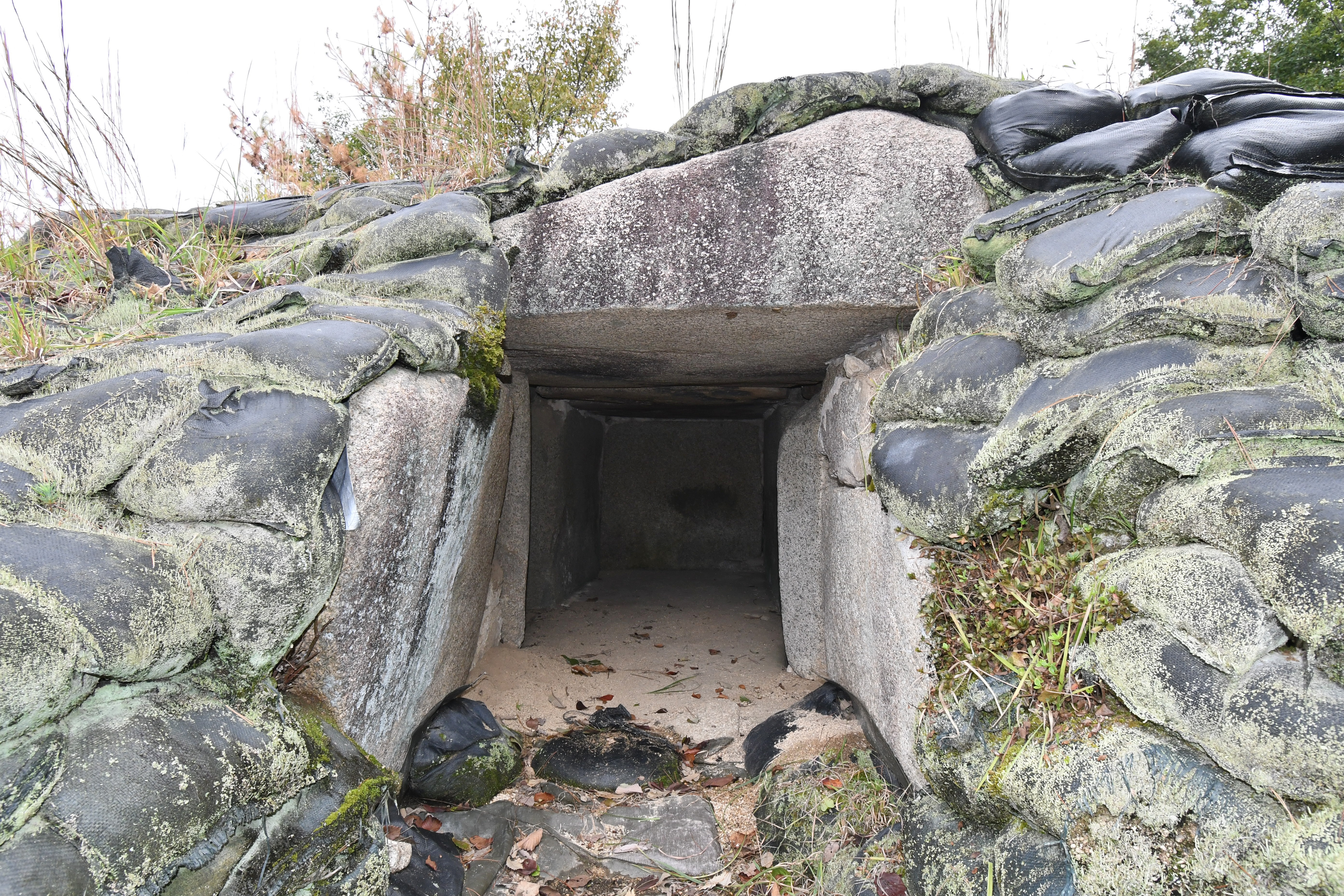
開口部

## 関連施設
- 福山市しんいち歴史民俗博物館・あしな文化財センター（福山市新市町） - 尾市1号墳の模型を展示。

## 関連文献
（記事執筆に使用していない関連文献）
- 『尾市1号古墳発掘調査概報』新市町教育委員会、1985年。
- 『広島県福山市新市町 尾市第1号古墳発掘調査報告書 -2002年度（平成14年度）～2007年度（平成19年度）-』福山市教育委員会、2008年。